# サカモトミク
サカモト ミク（2月19日 - ）は、日本の漫画家。三重県出身。B型。主に白泉社の漫画雑誌『花とゆめ』、『ザ花とゆめ』、『別冊花とゆめ』で活動している。
下町や商店街など素朴なものをテーマとした温かい作品を描くことが多い。

## 作品リスト

### 単行本
- 『ナデシコクラブ』、白泉社 〈花とゆめコミックス〉、2001年 - 2003年、全7巻
- 『極楽スマイル』、白泉社 〈花とゆめコミックス〉、2002年、全1巻
- 『VS.乙女組』、白泉社 〈花とゆめコミックス〉、2004年、全1巻
- 『猫町ショップガイド』、白泉社 〈花とゆめコミックス〉、2005年 - 2006年、全2巻
- 『とらわれごっこ』、白泉社 〈花とゆめコミックス〉、2007年 - 2011年、全6巻
- 『愛のもとに集え』、白泉社 〈花とゆめコミックス〉、2008年 - 2009年、全4巻
- 『ジョシの制服』、白泉社 〈花とゆめコミックス〉、2010年、全1巻
- 『こどものもーど』、白泉社 〈花とゆめコミックス〉、2011年、全1巻
- 『ひなげし少女歌劇団』、白泉社 〈花とゆめコミックス〉、2012年、全2巻
- 『きみはアイドル』、白泉社 〈花とゆめコミックススペシャル〉、2020年 - 、既刊8巻（2022年8月現在）